# Auchbreck
Auchbreck (gaélique écossais : An t-Achadh Breac) est un village de Moray en Écosse.